# خدعة اللولب الأرجواني

دقق النظر لعلامة + في منتصف الصورة لمدة 30 ثانية علي الأقل حتي تلاحظ التأثيرات الثلاثة لخداع اللولب الأرجواني

اللولب الأرجواني أو مطارة الأرجوان أو خدع باك مان (بالإنجليزية: lilac chaser)‏ هو نوع من أنواع الخداع البصري، يكون فيها 12 قرصاً أرجوانياً مرتبة على شكل دائرة مثل أرقام الساعة حول علامة (+) في المنتصف، على خلفية رمادية اللون، حيث يختفي أحد الأقراص لمدة قصيرة (تقريبا 0.1 ثانية) ثم الذي يليه (بعد 0.125 ثانية) وهكذا في اتجاه عقارب الساعة، وعندما يدقق أي شخص النظر في علامة (+) لمدة وجيزة فيمكنه أن يري ثلاثة اختلافات:
1. وجود فراغ يجري في مدار اللولب.
2. وجود قرص أخضر يجري في مدار اللولب يحل محل الفراغ.
3. جريان القرص الأخضر في مسار اللولب واختفاء باقي الأقراص بالتتابع.

تعتمد خدعة اللولب الأرجواني علي ظاهرة فاي (phi phenomenon) وظاهرة الصورة التلوية أو ما بعد الصورة (afterimage) حيث يظهر اللون المقابل والمكمل للون الأرجواني (الأخضر) عند اختفاءه، (عندما يكون لون القرص أرزق يكون لون القرص المكمل الأصفر) كما تعتمد هذه الخدعة أيضا علي تلاشي تروكسلر (Troxler's fading)